# Annaberg (Dolna Austria)
Annaberg – gmina w Austrii, w kraju związkowym Dolna Austria, w powiecie Lilienfeld. Liczy 537 mieszkańców (1 stycznia 2014).